# Chrysops srilankensis
Chrysops srilankensis är en tvåvingeart som beskrevs av Burger och Chainey 2000. Chrysops srilankensis ingår i släktet Chrysops och familjen bromsar. Inga underarter finns listade i Catalogue of Life.